# 加戸病院
加戸病院（かとびょういん）は、愛媛県喜多郡内子町にある医療機関。特定医療法人弘友会が運営している。

## 概要
愛媛県大洲市若宮で加戸弘二が加戸外科病院として開院した。1976年に医療法人弘友会を設立し、加戸病院となった。
2011年に内子町の誘致を受けて、内子町に移転した。内子町では2008年5月に内子病院が廃止され、2009年6月に済生会小田病院が診療所化されて以来、医療法上の病院がない状態が続いていた。町では町民から1万4千人超の署名を集めるなど病院誘1致は悲願となっていた。
病院の初代院長の加戸弘二は、加戸守行元愛媛県知事の兄である。

## 沿革
（この節の出典）
- 1972年9月 - 大洲市若宮に加戸外科病院（病床数：30床）を開設。
- 1976年4月 - 医療法人弘友会を設立し、医療法人弘友会加戸病院に組織変更。
- 1978年2月 - 病床数を50床に増床。
- 1984年6月 - 新館（北棟）を増築し、病床数を98床に増床。
- 1997年
  - 8月 - 大洲市東大洲に老人保健施設フレンドを開設。
  - 9月 - 老人保健施設フレンド内に大洲市在宅介護支援センターフレンド、訪問介護ステーションフレンドを開設。
- 1999年
  - 10月 - 老人保健施設フレンド内に指定居宅介護支援事業所在宅介護支援センターフレンドを開設。
  - 12月 - 北棟4階と西棟を増改築。
- 2000年
  - 1月 - 第2病棟を療養型病床群に変更。
  - 4月　-　介護保険制度導入に伴い、第2病棟の一部を介護保険適用病床に変更。
- 2011年11月 - 加戸病院（病床数:88床）が喜多郡内子町に移転開設される。電子カルテオーダリングシステム導入。
- 2012年1月 - 旧加戸病院の解体工事完了。
- 2015年7月 - 病床数を92床に増床。
- 2017年4月 - 特定医療法人弘友会に組織変更。
- 2018年5月 - 病床数内訳変更（一般病棟52床、療養病棟40床　計92床)

## 診療科目
（この節の出典）
- 内科
- 呼吸器内科
- 循環器内科
- 消化器内科
- 外科
- 消化器外科
- 肛門外科
- 整形外科
- 脳神経外科
- リハビリテーション科

## 医療機関の指定・認定
（下表の出典）
| 保険医療機関           | 結核指定医療機関                       |
| 労災保険指定医療機関   | 原子爆弾被害者一般疾病医療取扱医療機関 |
| 生活保護法指定医療機関 |                                        |

- 救急告示病院（二次救急、病院群輪番制参加医療機関）[6]

## アクセス
- JR内子線・予讃線「内子駅」から徒歩で約3分[7]。
- 内子町営バス「加戸病院前」バス停で下車。